# Literatura do Montenegro
A literatura montenegrina é a literatura escrita na região dos eslavos meridionais em Montenegro, principalmente na língua montenegrina.

## História
Apesar de existirem obras escritas, como por exemplo, a Crônica do Padre de Dóclea, datada do século XVII, os representantes mais importantes da literatura de Montenegro são escritores que viveram nos séculos XIX e XX e que escreveram principalmente no servo-croata ou ultimamente no idioma nacional, o montenegrino.
As primeiras obras literárias escritas na região são de dez séculos de idade, e o primeiro livro montenegrino foi impresso há quinhentos anos. Na Cattaro à época da República de Veneza, havia um grupo de escritores e poetas que viriam a introduzir o Renascimento à cultura do Montenegro costeiro, escrevendo em latim e italiano: Ludovico Pasquali, Giovanni Bona de Boliris, Giovanni Polizza, Giorgio Bisanti, Girolamo Pima, Timoteo Cisilla, Giovanni Crussala, Giuseppe Bronza e Girolamo Panizzola.
No substrato da tradicional poesia épica popular oral, autores como Petar II Petrović Njegos criaram a sua própria expressão. Sua épica Gorski Vijenac (A Coroa da Montanha), escrito em montenegrino vernáculo, apresenta o ponto central da cultura montenegrina.
Outros poetas contemporâneos incluem: Balsa Brkovic, Borislav Jovanović e Jevrem Brkovic.

## Obras notáveis
- Crônica do Padre de Dóclea mais conhecido como  Sclavorum Regnum
- Oktoih
- A Coroa da Montanha (Gorski Vijenac)

## Escritores

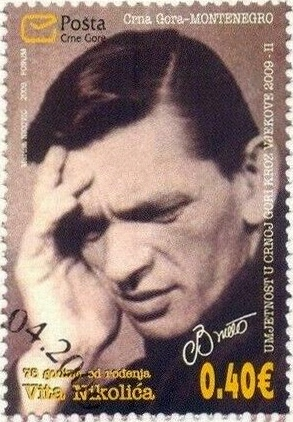
Selo montenegrino de 2009 em homenagem ao escritor Vito Nikolić

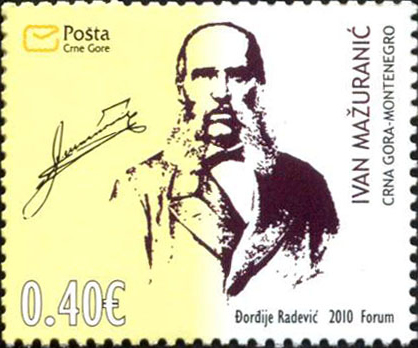
Selo montenegrino de 2010 em homenagem ao escritor Ivan Mažuranić

### Humanismo e Renascimento
- Giovanni Bona Boliris
- Ludovico Pasquali

### Séculos XVIII e XIX
- Andrija Zmajević
- Vladika Vasilije
- Petar I Petrović-Njegoš
- Petar Petrović Njegoš
- Stjepan Mitrov Ljubiša
- Marko Miljanov
- Ivan Mažuranić
- Nícolas I de Montenegro

### Século XX
- Mihailo Lalić
- Milovan Đilas
- Radovan Zogović
- Ćamil Sijarić
- Miodrag Bulatović
- Čedo Vuković
- Mirko Kovač
- Dragan Radulović
- Borislav Pekić
- Vito Nikolić
- Nícolas I de Montenegro

### Contemporâneos
- Balša Brković
- Borislav Jovanović
- Jevrem Brković
- Andrej Nikolaidis
- Tanja Bakić
- Dragana Kršenković Brković[3]